# طائر ذكي (طائرة خفاقة)

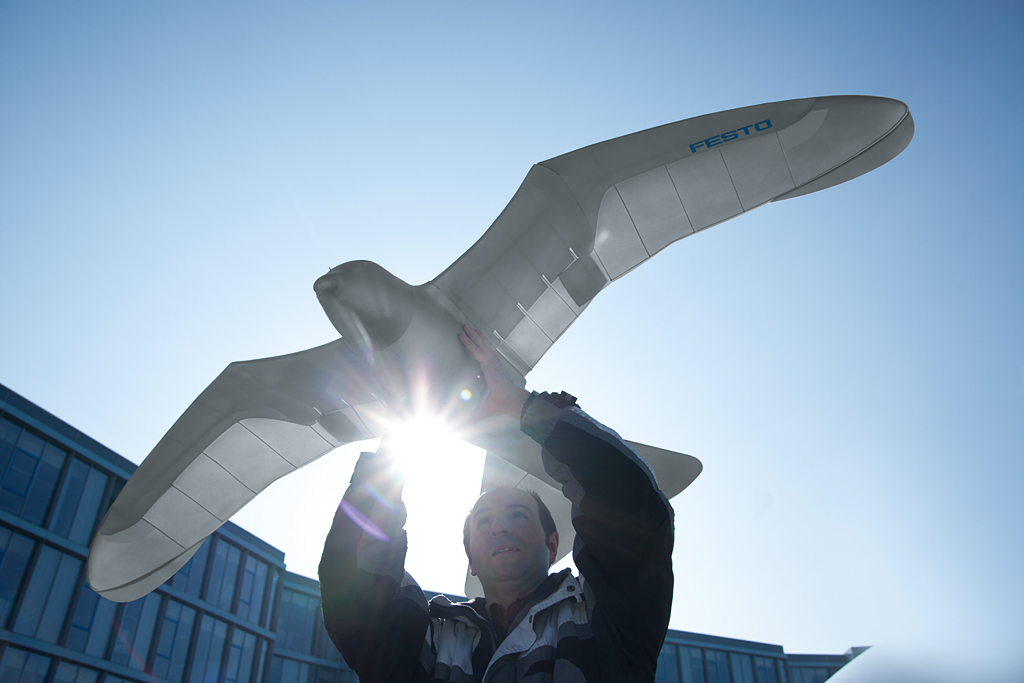

الطائر الذكي (بالإنجليزية: SmartBird)‏ هو عبارة عن طائرة دون طيار ذاتية التحكم، صنعت من قبل برنامج (تعليم الأعضاء الآلية) الذي تقدمه شركة فيستو. يحاكي هذا الطائر الذكي طريقة طيران النورس بشكل متقن ورائع، ويزن حوالي 450 جرام.

## وصلات خارجية
- فيديو تجربة الطائر على يوتيوب
- توضيح طريقة عمل الطائر على يوتيوب